# Crasso saccheggia il tempio di Gerusalemme
Crasso saccheggia il tempio di Gerusalemme, noto anche come Il saccheggio di Crasso, è un dipinto a olio su tela (54 x 72 cm) realizzato nel 1743 da Giambattista Pittoni.

## Storia
Il dipinto è stato terminato nel 1743 a Venezia, ed è esposto nella collezione permanente delle Gallerie dell'Accademia di Venezia per l'acquisto avvenuto nel 1910 come proprietà dello Stato italiano, Ministero per i beni e le attività culturali.
Il dipinto è ricordato nella galleria Corniani degli Algarotti, con il modelletto del 1743 per il dipinto commissionato da Francesco Algarotti per la galleria del Re di Polonia Augusto III, a Dresda.

## Descrizione

### Storicità
L'opera ritrae Marco Licinio Crasso, l'uomo più ricco della storia di Roma, mentre saccheggia il tempio di Gerusalemme.

## Esposizioni
- Ex Convento dei Canonici Lateranensi, Gallerie dell'Accademia, Dorsoduro, Venezia, Sala XVII